# Seventh Angel
Seventh Angel ist eine Thrash-Metal-Band aus Netherton, West Midlands (Großbritannien), die im Jahre 1987 gegründet wurde.

## Geschichte
Seventh Angel wurde im Jahre 1987 von Ian Arkley und Scott Rawson gegründet. Im Jahre 1987 stieß Schlagzeuger Andrew Blount zur Band, spielte jedoch nur einige wenige Lieder ein und wurde noch im Dezember desselben Jahres durch Andy Hopkins ersetzt. Während dieser Zeit besetzte Stuart Benton den Posten des Sängers, wurde dann aber kurze Zeit später durch Ian Arkley ersetzt.
Im Jahre 1989 nahm die Band ihr erstes Demo namens Seventh Angel auf und begann damit, einige Auftritte zu spielen. Am Anfang des Jahres erhielt die Band mit Mark Ruff wieder einen neuen Schlagzeuger. Auf der Demo Seventh Angel spielte Arkley die Lead-Gitarre, den Bass und sang zudem sämtliche Lieder. Einige Tage später trat Simon Bibby als Bassist der Band bei und spielte mit der Band einige Auftritte in den West Midlands. Ihr erstes Konzert spielten sie im Mai des Jahres 1989 in ihrer Heimatstadt in Netherton. Im August 1989 hatte die Band ihren fünften Auftritt auf dem Greenbelt Festival. Kurze Zeit später verließ Schlagzeuger Ruff die Band und Seventh Angel ging auf Tour durch Großbritannien und Irland, mit der US-amerikanischen Band Whitecross. Colin Brookes war während dieser Tour Schlagzeuger. Nach der Tour verließ dieser jedoch wieder die Band und Andrew „Tank“ Thompson ersetzte ihn. Auch Gitarrist Rawson verließ für kurze Zeit die Band, trat dieser aber nach kurzer Zeit wieder bei. Im Jahre 1989 nahm die Band auch ihr zweites Demo The Rehersal Demo auf. Während der Aufnahmen verließ Rawson wieder für einige Monate die Band. Am 27. Dezember trat er wieder der Band bei.
Am 25. Januar 1990 trat Seventh Angel auf dem englischen Fernsehsender Channel 4 auf. Der Auftritt enthielt das Lied Divine Takeover sowie ein Interview mit Brian Redhead. Später im Jahr hatten Bibby und Arkley einen Verkehrsunfall am 14. Februar, bei dem sich Arkley einige Zähne ausschlug und Bibby sich seinen Arm brach. Dennoch gelang es ihnen, ihre folgenden Live-Auftritte zu absolvieren. Bibby war es dabei nur möglich zu singen. Zwischen dem 12. und 14. März nahm die Band ihr drittes Demo namens Heed the Warning auf. Aufgenommen und gemixt wurde diese in den White Rabbit Studios unter der Leitung von Paul Hodson in Bridgnorth. Kurze Zeit später nahm sie ihr erstes Album The Torment auch unter der Leitung von Paul Hodson in den Mad Hat Studios in Wolverhampton auf. Rodney Matthews gestaltete dabei das Cover des Albums. In den folgenden Monaten spielte die Band einige Konzerte in Dudley und Stourbridge sowie fünf Auftritte bei The Rock Tavern in Brierley Hill. Im November war die Band Headliner des Metal Meltdown.
Dies war der letzte Auftritt, bevor Simon Bibby die Band 1991 verließ. Simon Jones übernahm seinen Posten am Bass und Seventh Angel spielte weiter Konzerte in Stourbridge und Horsham. Vom 21. März bis zum 7. April ging die Band durch Großbritannien mit Toranaga auf Tour. Auf dieser Tour übernahm Earl Morris den Posten des Bassisten. Vom 4. bis zum 16. Juli nahm die Band ihr zweites Album Lament for the Weary unter der Leitung von Roy Rowland in den ICC Studios in Eastbourne auf. Anfang August wurde dieses dann gemixt. Am 23. August spielte die Band dann zusammen mit Galactic Cowboys auf dem Greenbelt Festival. Nach diesem Auftritt verließ Schlagzeuger Thompson die Band. Im Oktober 1991 verließ Gitarrist Rawson kurz nach einem Auftritt in Croydon wieder die Band. Vom 1. bis zum 14. November löste sich die Band kurzzeitig auf, schloss sich dann jedoch wieder zusammen, um ihr erstes Konzert in Deutschland, genauer gesagt auf der Christmas Rock Night in Ennepetal, am 7. Dezember zu spielen. Jon Willis spielte dabei den Bass. In den Folgemonaten halfen auch Earl Morris und Nic White am Bass aus.
Im Februar 1992 wurde der Auftritt vom Greenbelt Festival bei BBC übertragen. In den Anfangsmonaten des Jahres 1992 spielte die Band diverse Auftritte in Deutschland, den Niederlanden und in Großbritannien. Am 30. Mai spielte die Band in Utrecht, Niederlande. Mark Broomhead (Detritus) spielte den Bass. Danach spielte die Band erneut zusammen mit der Band Veni Domine auf dem Greenbelt Festival. Infolgedessen hielt die Band eine Tour sowie vom 9. September bis 12. Oktober als auch vom 12. Oktober bis 12. Dezember durch die Niederlande. Am 12. Dezember spielten sie ihren vorerst letzten Auftritt in Utrecht.
Im Jahre 2005 wurden The Torment und Lament for the Weary über Retroactive Records wiederveröffentlicht. Zudem wurde mit Heed the Warning – Live (Bombwork Records), eine Kompilation aus alten Demoaufnahmen und Live-Mitschnitten, veröffentlicht.
Im Jahre 2008 schloss sich Seventh Angel wieder zusammen. Die Alben The Torment und Lament for the Weary wurden erneut wiederveröffentlicht, dieses Mal bei Metal Mind Productions.
Im Frühling/Sommer 2009 unterschrieb die Band einen Vertrag bei Bombwork Records. Auftritte in den Niederlanden und Norwegen folgten. Im März desselben Jahres wurde das Album The Dust of Years in den Priory Studios aufgenommen und im Anschluss veröffentlicht. Auftritte in Belgien und der Schweiz folgten.

## Stil

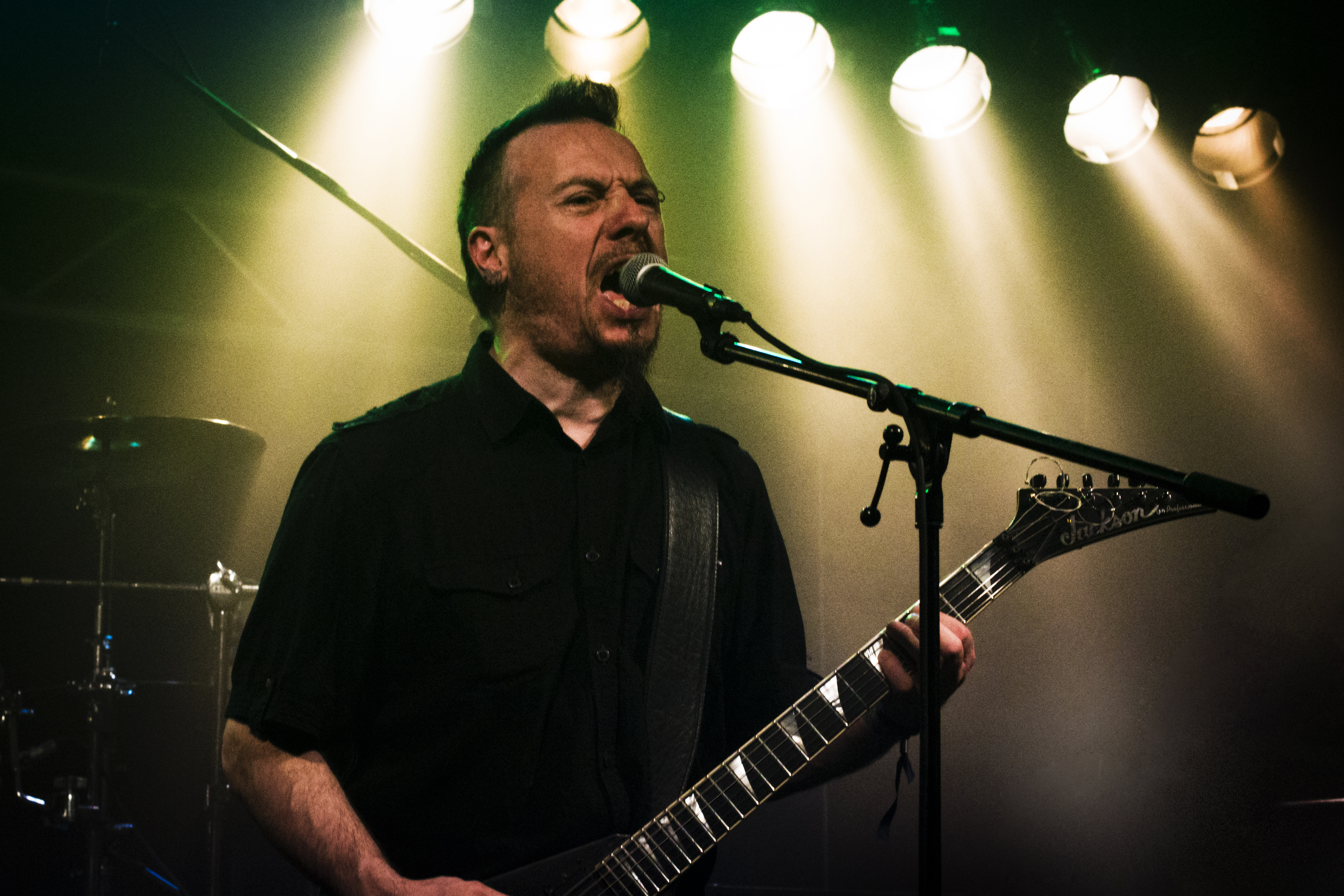
Ian Arkley von Seventh Angel während eines Livekonzerts im Jahr 2012

Seventh Angel wird als typischer Vertreter des White Metal bezeichnet, bei dem Metal-Bands christliche Themen in ihren Texten behandeln. Die Band spielt Thrash Metal, der zwischen schnellen und langsamen Passagen wechselt.

## Diskografie
- 1989: Seventh Angel (Demo)
- 1989: The Rehearsal Demo (Demo)
- 1990: Heed the Warning (Demo)
- 1990: The Torment (Album, Edge Records / Under One Flag Records)
- 1992: Lament for the Weary (Album, Edge Records / Under One Flag Records)
- 2005: The Torment (Album, Wiederveröffentlichung, Retroactive Records)
- 2005: Lament for the Weary (Album, Wiederveröffentlichung, Retroactive Records)
- 2005: Heed the Warning – Live (Kompilation, Bombwork Records)
- 2008: The Torment (Album, erneute Wiederveröffentlichung, Metal Mind Productions)
- 2008: Lament for the Weary (Album, erneute Wiederveröffentlichung, Metal Mind Productions)
- 2009: The Dust of Years (Album, Bombwork Records)